# Echinoporus megacetabulus
Echinoporus megacetabulus är en plattmaskart. Echinoporus megacetabulus ingår i släktet Echinoporus och familjen Echinoporidae. Inga underarter finns listade i Catalogue of Life.